# قائمة معالم مكة
تسرُدُ هذه المَقالة قائمة معالم مدينة مكّة وهي المدِينة المُكرّمة والمُقدّسة عِند المُسلمين.

## أبرز المَعَالِم
| الاسم         | صُورة | مُلاحظات |
| المسجد الحرام |      | المَسجِد الحرام هو أعظم مسجد في الإسلام، يقع في قلب مكة، تتوسطه الكعبة المشرفة التي هي أول بناء وضع على وجه الأرض وفق المعتقد الإسلامي، وهذه هي أعظم وأقدس بقعة على وجه الأرض عند المسلمين، والمسجد الحرام هو قبلة المسلمين في صلاتهم، سُمي بالمسجد الحرام لحرمه القتال فيه منذ فتح مكة على يد النبي محمد، والمسجد الحرام هو أول المساجد الثلاثة التي تشد إليها الرحال. يضم المسجد الحرام العديد من المعالم وهي: الكعبة، حجر إسماعيل، بئر زمزم، مقام إبراهيم، الصفا والمروة، والحجر الأسود. |
| غار حراء      |      | غار حراء هو الغار الذي كان يتعبد فيه النبي محمد قبل أن يوحى إليه، فغار حراء هو المكان الذي نزل الوحي فيه لأول مرة. يقع غار حراء في أعلى جبل النور الواقع شرق مكة، ويبعد مسافة 4 كيلومترات تقريبا عن المسجد الحرام. غار حراء هو عبارة عن فجوة في الجبل، بابها نحو الشمال، طولها أربعة أذرع وعرضها ذراع وثلاثة أرباع، ويمكن لخمسة أشخاص فقط الجلوس فيها في آن واحد، والداخل لغار حراء يكون متجهاً نحو الكعبة المشرفة كما ويمكن للواقف على الجبل أن يرى مكة وأبنيتها.                        |
| غار ثور       |      | غار ثور هو غار يقع أعلى جبل ثور الواقع بجنوب مكة. ارتبط اسمه بهجرة النبي إلى المدينة المنورة، فهو الغار الذي دخله النبي أثناء الهجرة ومعه صاحبه أبو بكر الصديق، وعندما جاء كفّار مكة يبحثون عنهما، أوحى الله إلى العنكبوت بأن تنسج خيوطها على باب الغار، وأوحى إلى حمامة بأن تصنع عشاً وتبيض فيه دليل على عدم وجود أي شخص في هذا الغار منذ وقت طويل، وبهذا لم تكتشف قريش وجود النبي وصاحبه داخل الغار، وفق المعتقد الإسلامي.                                                               |
| مقبرة المعلاة |      | مقبرة المعلاة هي مقبرة عامة لأهل مكة، تقع في بداية طريق الحجون على يمين المتوجه إلى المسجد الحرام من جهة حي المعابدة، تضمّ مقبرة المعلاة جثمان أمّ المؤمنين وزوجة النبي محمد خديجة بنت خويلد، وفيها أماكن مجهزة لتغسيل وتكفين الموتى كما يوجد بها سيارات إسعاف لنقل الموتى ضمن إدارة خاصة تتبع أمانة العاصمة المقدسة، وعادة ما يحمل الموتى لمقبرة المعلاة بعد الصلاة عليهم بالمسجد الحرام لدفنهم، حيث أن المسافة بين المسجد الحرام وبين مقبرة المعلاة تعتبر قريبة نسبياً.                   |
| أبراج البيت   |      | أبراج البيت هي مجموعة أبراج تقع بجوار المسجد الحرام، وهي ثاني أعلى ناطحة سحاب في العالم، حيث يبلغ ارتفاعها 601 متراً، كما يُعتبر أضخم برج من حيث المساحة في العالم، يشتمل المشروع على ستة أبراج سكنية هي: برج الصفا، برج المروة، برج هاجر، برج سارة، برج زمزم، وبرج عبد الكريم، أما البرج السابع فهو برج الفندق أو برج الساعة وهو أعلى هذه الأبراج ارتفاعاً، وعليه أعلى ساعة في العالم، والتي يبلغ ارتفاعها حوالي 545 متراً.                                                                 |
| منى           |      | منى هي منطقة صحراوية تبعد عن شرق مكة حوالي 5 كيلومترات، تقع في الطريق بين مكة وجبل عرفة. تُعرف المنطقة لدورها الهام بالنسبة لمؤدي مناسك الحج، حيث يمكث فيها العديد من الحجاج سنوياً مؤقتاً في أيام التشريق الثلاثة، كما أنها موقع رمي الجمرات الذي يُؤدى بين شروق وغروب الشمس في آخر أيام الحج. |
| جسر الجمرات   |      | جسر الجمرات هو جسر يوجد في منطقة منى في مكة وهو جسر مخصص لسير الحجاج لرمي جمرة العقبة أثناء موسم الحج، وهو يضم جمرة العقبة الصغرى، جمرة العقبة الوسطى، جمرة العقبة الكبرى، وقد شهد هذا الجسر العديد من حوادث التدافع بين الحجاج أدت إلى وفاة المئات. ووصلت منشأة الجمرات خلال الوقت الحالي إلى خمسة أدوار، وبلغت تكلفته الجسر نحو 4.2 مليارات ريال، وطاقته الاستيعابية 500 ألف حاج في الساعة.                                                                                            |

## مَرَاجِع
1. ↑  عمارة المسجد الحرام في العهد السعودي الزاهر، الرئاسة العامة لشئون المسجد الحرام والمسجد النبوي، تاريخ الوصول 1 سبتمبر 2009 [وصلة مكسورة] نسخة محفوظة 27 مارس 2020 على موقع واي باك مشين.
2. ↑  المسجد الحرام، الكعبة المشرفة نسخة محفوظة 23 نوفمبر 2010 على موقع واي باك مشين. ، الرئاسة العامة لشئون المسجد الحرام والمسجد النبوي، تاريخ الوصول 1 سبتمبر 2009 [وصلة مكسورة] "نسخة مؤرشفة". مؤرشف من الأصل في 2010-11-23. اطلع عليه بتاريخ 2020-09-22.{{استشهاد ويب}}:  صيانة الاستشهاد: BOT: original URL status unknown (link)
3. ↑  صاعدون إلى قمة جبل النور بعد رحلة شاقة يروون تفاصيل دقيقة لغار حراء وأسرار المكان الذي بدأ منه الإسلام، جريدة دنيا الوطن، تاريخ النشر 7 أبريل 2006 نسخة محفوظة 10 يوليو 2010 على موقع واي باك مشين.
4. ↑  رحلة إلى غار حراء، عيادة دكتور أحمد خليل، تاريخ الوصول 1 سبتمبر 2009 نسخة محفوظة 25 أكتوبر 2006 على موقع واي باك مشين.
5. ↑  رحلة إلى غار ثور، عيادة دكتور أحمد خليل، تاريخ الوصول 1 سبتمبر 2009 نسخة محفوظة 31 مايو 2012 على موقع واي باك مشين.
6. ↑  ""أبراج البيت" بمكة المكرمة تتصدر قائمة أغلى ناطحات السحاب". صحيفة سبق الإلكترونية. مؤرشف من الأصل في 2019-12-14. اطلع عليه بتاريخ 2019-02-22.
7. ↑  بناء أكبر وأعلى ساعة على مستوى العالم في مكة المكرمة، جريدة الشرق الأوسط، العدد 10333، تاريخ النشر 14 مارس 2007 نسخة محفوظة 01 أغسطس 2013 على موقع واي باك مشين. [وصلة مكسورة]
8. ↑  مكة تحتضن أكبر ساعة في العالم، جريدة الرياض، العدد 14142، تاريخ النشر 14 مارس 2007 نسخة محفوظة 1 أغسطس 2013 على موقع واي باك مشين.
9. ↑  "حج / منشأة الجمرات .. توسعة تاريخية لإدارة الحشود وكالة الأنباء السعودية". www.spa.gov.sa. مؤرشف من الأصل في 2019-02-07. اطلع عليه بتاريخ 2019-02-05.
10. ↑  جسر الجمرات الحديث أحد المعالم البارزة في موسم الحج، موقع العربية نت، تاريخ الوصول 2 سبتمبر 2009 نسخة محفوظة 22 أغسطس 2017 على موقع واي باك مشين.
11. ↑  "بالأرقام تستوعب 500 ألف رامٍ في الساعة.. هنا مراحل تطور منشأة الجمرات". صحيفة سبق الإلكترونية. مؤرشف من الأصل في 2019-12-14. اطلع عليه بتاريخ 2019-02-05.